# Ministerio de Salud y Protección Social
El Ministerio de Salud y Protección Social (Minsalud) es uno de los diecinueve ministerios del poder ejecutivo de Colombia. Es el ente regulador que determina las normas y directrices en salud pública, asistencia social, población en riesgo y pobreza. Desde el 30 de abril de 2023 el ministro es Guillermo Alfonso Jaramillo.

## Historia
En el primer gobierno de Álvaro Uribe Vélez decidió fusionar los Ministerios de Salud y de Trabajo en el Ministerio de la Protección Social.
Las dos carteras que conformaron el Ministerio de la Protección Social fueron el Ministerio del Trabajo, creado mediante la Ley 96 de 1938, y el Ministerio de Salud, creado con el nombre de Ministerio de Higiene por la Ley 27 de 1946, en el gobierno de Mariano Ospina Pérez y posteriormente denominado Ministerio de Salud Pública mediante el Decreto 984 de 1953.
Mediante la Ley 1444 de 2011, en el gobierno de Juan Manuel Santos el Ministerio de la Protección Social fue escindido en dos; según el artículo 7 de dicha ley, el Ministerio de la Protección Social se transformó en el Ministerio de Trabajo, y según el artículo 9 de la misma norma, se creó el Ministerio de Salud y de Protección Social.

## Ubicación
Anteriormente, cuando el Ministerio de la Protección Social no se había separado, estaba ubicado en la Carrera 13 N.º 32-76 de la ciudad de Bogotá. Actualmente el MinSalud se encuentra en la misma dirección, entre tanto el Ministerio de Trabajo tiene su sede en la Carrera 14 N.º 99-33.

## Funciones
El Ministerio de Salud, es el organismo rector sobre asistencia social y salud pública, y se encarga de determinar las directrices en cuanto al aseguramiento de la población a través de los regímenes obligatorios de pensión y de salud. 2. Es el ente encargado de llevar a cabo las políticas públicas de salud, salud pública, y promoción social en salud, en todas sus fases (formulación, ejecución y evaluación), además de contribuir a la formulación de políticas pensionales, beneficios económicos y riesgos laborales.
Como todos los Ministerios, debe preparar los proyectos de ley relacionados con su ramo, impulsar y poner en ejecución planes de desconcentración y delegación de las actividades y funciones en el respectivo sector y velar por la conformación del Sistema Sectorial de Información respectivo y hacer su supervisión y seguimiento, entre otras funciones.
Así mismo debe dirigir y orientar el sistema de vigilancia en salud pública, impulsar directrices con el fin de fortalecer la investigación, en avances tanto nacionales como internacionales, en desarrollo de la salud, la calidad de vida y prevención de las enfermedades, crear mecanismos para las negociaciones de precios de medicamentos y dispositivos médicos, regular la oferta pública y privada de servicios de salud, establecer las normas para la prestación de servicios y para la garantía de la calidad de los mismos, hacer estudios sobre la viabilidad y equilibrio financiero de los recursos asignados a la salud y promoción social, constituir con otras personas jurídicas de derecho público o privado, asociaciones, fundaciones o entidades que apoyen el cumplimiento de sus funciones, promover el reconocimiento y goce de los derechos de las personas en materia de salud,y promoción social,
fomentar la participación de las organizaciones comunitarias y demás participantes en el desarrollo de las acciones de salud, promover el estudio, firma, y aprobación, de tratados o convenios internacionales sobre salud, y promoción social y administrar los fondos y recursos de administración especial de protección social.

## Entidades adscritas y vinculadas
Las Empresas Sociales del Estado, los Establecimientos Públicos, las Superintendencias con Personería Jurídica y las Unidades Administrativas Especiales con Personería Jurídica son tipos de entidades adscritas al MSPS, mientras que las Empresas Industriales y Comerciales del Estado se encuentran vinculadas a este.
| Tipo de Entidad | Clasificación                                  | Entidad                                                                                 |
| --------------- | ---------------------------------------------- | --------------------------------------------------------------------------------------- |
| Adscrita        | Empresas Sociales del Estado                   | Centro Dermatológico Federico Lleras Acosta                                             |
| Adscrita        | Empresas Sociales del Estado                   | Instituto Nacional de Cancerología                                                      |
| Adscrita        | Empresas Sociales del Estado                   | Sanatorio de Agua de Dios                                                               |
| Adscrita        | Empresas Sociales del Estado                   | Sanatorio de Contratación                                                               |
| Adscrita        | Establecimientos Públicos                      | Fondo de Previsión Social del Congreso de la República                                  |
| Adscrita        | Establecimientos Públicos                      | Fondo del Pasivo Social de Ferrocarriles Nacionales de Colombia                         |
| Adscrita        | Establecimientos Públicos                      | Instituto Nacional de Vigilancia de Medicamentos y Alimentos – INVIMA                   |
| Adscrita        | Establecimientos Públicos                      | Instituto Nacional de Salud                                                             |
| Adscrita        | Superintendencia con Personería Jurídica       | Superintendencia Nacional de Salud                                                      |
| Adscrita        | Empresas Industriales y Comerciales del Estado | Administradora de los Recursos del Sistema General de Seguridad Social en Salud – ADRES |

## Ministros de Salud y Protección Social

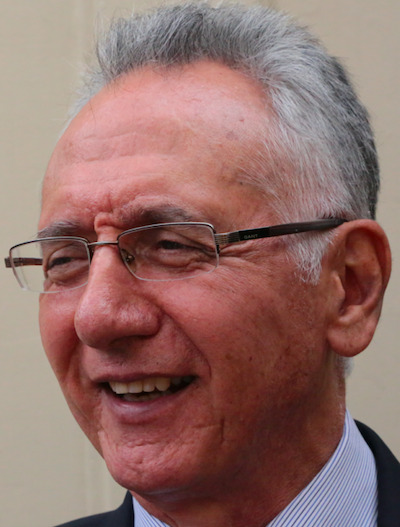
Guillermo Alfonso Jaramillo, ministro desde el 1 de mayo de 2023.

En el periodo comprendido entre 2003 y 2010, el ministro fue Diego Palacio Betancourt, quien reemplazó a Juan Luis Londoño, fallecido en 2003 en un accidente de aviación en ejercicio de sus funciones. En julio de 2010, Juan Manuel Santos Calderón designó a Mauricio Santamaría Salamanca como su ministro de Protección Social, quien lideró esta cartera en los dos frentes que la componían: Salud y Trabajo. El 24 de enero de 2012 llega como Ministra de Salud y Protección Social la médica Beatriz Londoño Soto. El 3 de septiembre del 2012 llegó como Ministro de Salud y Protección Social Alejandro Gaviria Uribe. El 7 de agosto de 2018, el presidente Iván Duque Márquez posesionó como su ministro al médico y cirujano Juan Pablo Uribe Restrepo, quien renuncia en el 2019 y es remplazado por el médico Fernando Ruiz Gómez. El 7 de agosto de 2022 el presidente Petro posesionó a la médica psiquiátrica Diana Carolina Corcho Mejía como ministra. El 1 de mayo de 2023 se posesionó el médico cirujano Guillermo Alfonso Jaramillo en reemplazo de Diana Corcho.